# Episodi di California Dreams (quarta stagione)
La quarta stagione della serie televisiva California Dreams è stata trasmessa in anteprima negli Stati Uniti d'America dalla NBC tra il 9 settembre 1995 e il 6 aprile 1996.
| nº | Titolo originale         | Titolo italiano | Prima TV USA      | Prima TV Italia |
| -- | ------------------------ | --------------- | ----------------- | --------------- |
| 1  | Two Too Much             |                 | 9 settembre 1995  |                 |
| 2  | My Valentine             |                 | 16 settembre 1995 |                 |
| 3  | Principal Tiffani        |                 | 30 settembre 1995 |                 |
| 4  | The Dateless Game        |                 | 7 ottobre 1995    |                 |
| 5  | Fallen Idol              |                 | 14 ottobre 1995   |                 |
| 6  | Defending Sly's Life     |                 | 4 novembre 1995   |                 |
| 7  | Secret Admirer           |                 | 4 novembre 1995   |                 |
| 8  | Old                      |                 | 11 novembre 1995  |                 |
| 9  | Operation Tony           |                 | 18 novembre 1995  |                 |
| 10 | Community Service        |                 | 25 novembre 1995  |                 |
| 11 | Heal the Bay             |                 | 2 dicembre 1995   |                 |
| 12 | Woo-ops                  |                 | 30 dicembre 1995  |                 |
| 13 | We'll Always Have Aspen  |                 | 6 gennaio 1996    |                 |
| 14 | Lorena's Place           |                 | 30 marzo 1996     |                 |
| 15 | Dancing Isn't Everything |                 | 6 aprile 1996     |                 |